# Gemieira

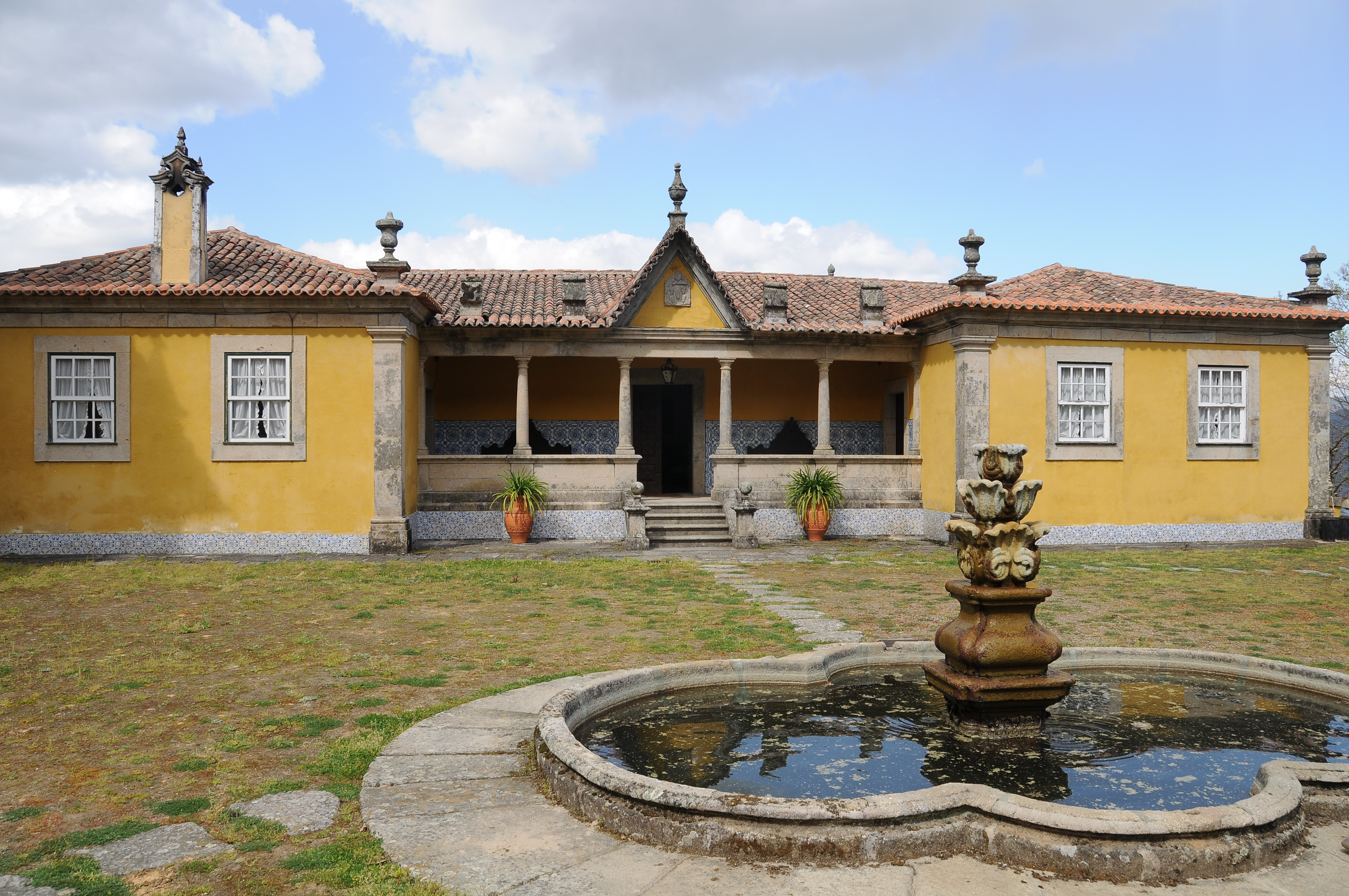
Casa do Barreiro in Gemieira

Gemieira ist eine Gemeinde (Freguesia) im nordportugiesischen Kreis Ponte de Lima der Unterregion Minho-Lima.
 In ihr leben 602 Einwohner (Stand 19. April 2021).

## Bauwerke
- Casa do Barreiro